# Војћех Шченсни
Војћех Томаш Шченсни (пољ. Wojciech Tomasz Szczęsny; Варшава, 18. април 1990) пољски је фудбалски голман који тренутно наступа за Барселону. Његов отац Мајћех Шченсни такође је био фудбалер.

## Биографија
Каријеру је започео у Агриколи, клубу из Варшаве, али је убрзо 2005. године прешао у градског ривала Легију. Године 2006, Шченсни се придружио младој екипи Арсенала, напредује ка резервном тиму током сезоне 2008/09. У новембру 2008. због повреде подлактица морао је одмарати пет месеци. На клупи првог тима по први пут се појавио на утакмици Премијер лиге против Стоук ситија 24. маја 2009. Сезону 2009/10. провео је на позајмици у Брентфорду где је одиграо 28 утакмица. Са Арсеналом је освојио два трофеја у ФА купу и један трофеј ФА Комјунити шилда. У лето 2015. године је отишао на позајмицу у Рому где се задржао две сезоне. Дана 19. јула 2017. је напустио Арсенал и за 12 милиона евра прешао у Јувентус потписавши четворогодишњи уговор са најтрофејнијим италијанским клубом.

## Трофеји
Арсенал
- ФА куп (2): 2013/14, 2014/15.
- ФА Комјунити шилд (1): 2014.

Јувентус
- Првенство Италије (3) : 2017/18, 2018/19, 2019/20.
- Куп Италије (3) : 2017/18, 2020/21, 2023/24.
- Суперкуп Италије (2): 2018, 2020.

Барселона
- Првенство Шпаније (1) : 2024/25.
- Куп Шпаније (1): 2024/25.
- Суперкуп Шпаније (1): 2025.